# Lucien Dubosq
Pour les articles homonymes, voir Dubosq.
Lucien Dubosq né le 20 janvier 1893 à Paris 4e et mort le 12 octobre 1935 à Paris 13e, est un acteur français.

## Biographie
Il est inhumé au cimetière parisien de Thiais (division 11).

## Théâtre

### Hors Comédie-Française
- 1924 : Le Mariage de Figaro de Beaumarchais, mise en scène Firmin Gémier, Théâtre de l'Odéon : Figaro
- 1924 : Le Fardeau de la liberté de Tristan Bernard, Théâtre de l'Odéon : premier agent
- 1925 : Les Derniers Fâcheux de Georges-Gustave Toudouze, Théâtre de l'Odéon : M. Jourdain
- 1926 : Le Dernier Empereur de Jean-Richard Bloch, mise en scène Armand Bour, Théâtre de l'Odéon : Petersen

### Comédie-Française
Entrée à la Comédie-Française en 1927
Nommé 388e sociétaire le 1er janvier 1935.
- 1927 : Le Mariage de Figaro de Beaumarchais : Figaro
- 1928 : Sapho d'Alphonse Daudet et Adolphe Belot, mise en scène Émile Fabre : Hettema
- 1928 : Le Barbier de Séville de Beaumarchais : Figaro
- 1929 : Le Marchand de Paris d'Edmond Fleg : Professeur Joubin-Dufaux
- 1929 : La Belle Marinière de Marcel Achard : l'éclusier Escargasse
- 1930 : Le Misanthrope de Molière : Dubois
- 1931 : Le Monde où l'on s'ennuie d'Édouard Pailleron : Desmillets
- 1931 : La Belle aventure de Gaston Arman de Caillavet et Robert de Flers : Docteur Pinbrache
- 1932 : Le Barbier de Séville de Beaumarchais : L'Éveillé
- 1932 : L'Âge du fer de Denys Amiel : Douzens
- 1933 : La Tragédie de Coriolan de William Shakespeare, mise en scène Émile Fabre : un citoyen
- 1934 : La Double Inconstance de Marivaux, mise en scène Raphaël Duflos : Trivelin
- 1934 : La Couronne en carton de Jean Sarment, mise en scène Charles Granval : Commine
- 1935 : Madame Quinze de Jean Sarment, mise en scène de l'auteur

## Filmographie
- 1922 : La Nuit de la Saint-Jean de Robert Saidreau
- 1933 : L'Ami Fritz de Jacques de Baroncelli : Fritz Kobus
- 1934 : Un soir à la Comédie-Française de Léonce Perret